# Megastigmus pourthiaeae
Megastigmus pourthiaeae is een vliesvleugelig insect uit de familie Torymidae. De wetenschappelijke naam is voor het eerst geldig gepubliceerd in 1962 door Kamijo.